# شيربورن قطر
مدرسة شيربورن قطر العليا ومدرسة شيربورن قطر الإعدادية هما مدرستان بريطانيتان مقرهما الدوحة، قطر. هما من المدارس الشقيقة للمدرسة العامة التاريخية مدرسة شيربورن. شعار المدرستين هو «التعليم من أجل الحياة». أدرجت في برنامج الإصلاح التربوي لوزارة التربية والتعليم «برنامج المدارس المعلقة».

## التاريخ
تأسست شيربورن قطر في عام 2009 بدعوة من المجلس الأعلى للتعليم. كان أحد أفراد عائلة آل ثاني الحاكمة عبد الله بن أحمد آل ثاني قد أوصى المدرسة بالمجلس. كان أول فرع لشيربورن ينشأ خارج المملكة المتحدة. كان كولين نيفن هو المؤسس الرئيسي.

## المناهج الدراسية
تتبع كلتا المدرستين منهجا بريطانيا. الصفين 10 و11 يشاركان في مناهج الشهادة العامة للتعليم الثانوي والشهادة العامة الدولية للتعليم الثانوي حيث يمكن أن يختار من مختلف المواضيع. في عام 2014 كان النموذج السادس مفتوحا لتلبية المستويات المتقدمة.

## الهيئة التعليمية
- أوديتوريوم
- قاعة متعددة الاستخدام
- ملعب كرة قدم بالعشب الاصطناعي
- ملعب كريكيت
- غرفة دراما
- غرف الموسيقى
- المكتبة

## الرحلات
- جائزة دوق إدنبرة (الصحراء القطرية، سريلانكا، المملكة المتحدة، سلطنة عمان)
- مسابقات المدارس البريطانية في الشرق الأوسط على مستوى الشرق الأوسط (الرياضة والموسيقى والدراما والمناقشة)
- رحلات جغرافية (جنوب أفريقيا، أيسلندا)
- الرحلات الإنجليزية (كورنيش الدوحة)، مسرح الريان
- كأس الباحث العلمي (ماليزيا)
- رحلة الرياضيات: نيويورك
- رحلة م. ف. ل.: إسبانيا

## الرياضة
تشارك كلتا المدرستين في تجهيزات رياضية منتظمة ضد مدارس أخرى في جميع أنحاء البلد. الرياضات الرئيسية للمدرسة هي كرة القدم والركبي وكريكيت وكرة الطائرة وألعاب القوى والعدو الريفي.

## العضوية
المدرستان لديهما عضوية في المنظمات التالية:
- QUESS (مدارس قطر الموحدة للغة الإنجليزية)
- الجمعية البريطانية لمحرري المجلة (المدارس البريطانية في الشرق الأوسط)[6]
- مجلس المدارس الدولية البريطانية[7]
- الرابطة المستقلة للمدارس الإعدادية